# Wiktor Skworc
Wiktor Paweł Skworc, né le 19 mai 1948 à Ruda Śląska (Silésie-Dąbrowa, Pologne), est un prélat catholique polonais, évêque de Tarnów de 1998 à 2011 et archevêque de Katowice de 2011 à 2023.

## Jeunesse et formation
Wiktor Skworc naît le 19 mai 1948 dans le Bielszowicach (dans la déclinaison de Bielszowice au locatif), actuel dzielnica de la ville de Ruda Śląska. 
Après avoir obtenu son diplôme à l'école secondaire de Ruda Śląska, il commence ses études en philosophie et théologie, en 1973, au Grand Séminaire de Silésie, situé alors à Cracovie. Le 19 avril 1973, il est ordonné prêtre en la cathédrale du Christ-Roi de Katowice (pl) par Herbert Bednorz (pl), alors évêque de l'archidiocèse de Katowice. 
En 1979, il obtient un baccalauréat en théologie à l'Académie de théologie catholique de Varsovie puis, en 1995, un doctorat en sciences humaines et sociales grâce à une thèse sur le diocèse de Katowice entre les années 1945 et 1989.

## Prêtrise
Après son ordination, il est envoyé à Dresde, où il sert comme aumônier de la jeunesse polonaise. En août 1973, il est nommé vicaire de la paroisse Saint-Pierre-Saint-Paul à Katowice.
Dans les années 1975-1980, il sert comme secrétaire et aumônier de Herbert Bednorz. Puis, en 1980, il est nommé chancelier de la Curie diocésaine à Katowice, mission lors de laquelle il contribue à bâtir la maison de prêtres à la retraite et le monastère des Carmélites de Katowice et récolte des fonds pour les prêtres missionnaires. Il cofonde également la Commission épiscopale pour l'aide aux prisonniers et aux internés. 
En 1983, il est chargé d'organiser la visite du pape Jean-Paul II à Katowice lors de son voyage apostolique en Pologne. Dans les années 1980, il sert aussi de médiateur dans les litiges entre les grévistes et les employeurs. À partir de 1992, il sert comme vicaire général et trésorier de l'archidiocèse de Katowice.

## Épiscopat
Le 13 décembre 1997, le pape Jean-Paul II le nomme évêque du diocèse de Tarnów. Le 6 janvier 1998, il reçoit, du pape lui-même, l'ordination épiscopale en la basilique Saint-Pierre au Vatican. Ses co-consécrateurs sont alors  Giovanni Battista Re et Jorge María Mejía. L'installation dans son diocèse a lieu le 25 janvier 1998 en la cathédrale de la Nativité-de-la-Vierge de Tarnow. 
Devenu évêque de Tarnow, il crée le Centre diocésain du pèlerinage. Il décide également de construire un monastère cloîtré pour les moniales carmélites de Tarnow. Il organise différents forums pour les laïcs engagés, notamment dans le domaine de l'enseignement social catholique. Il soutient alors l'éducation des jeunes issus de familles pauvres du diocèse et crée des centres d'éducation catholique ainsi que la fondation « Kana ». 
Il s'implique aussi dans la construction du centre de soins et de réadaptation pour enfants handicapés de Tarnom auprès de Caritas, de l'abri saint-Frère-Albert à Grywałd géré par les sœurs Albertine, et de l'hospice de Tarnow, conçu pour aider les familles nombreuses.
Le 29 octobre 2011, le pape Benoît XVI le nomme archevêque de Katowice. Son installation a lieu en la cathédrale métropolitaine de Katowice, le 26 novembre 2011. Il prend alors également ses fonctions de Grand Chancelier de la Faculté de théologie de Silésie à Katowice. Le 29 juin 2012, le pape Benoît XVI lui remet le pallium, signe des archevêques métropolitains.
Dans la Conférence épiscopale polonaise, il sert en tant que délégué pour le Mouvement pro-vie (1999-2004), président de la Commission pour les Missions (2001-2011) et président du Conseil économique (2004-2009). En 2006, il devient président de la commission des relations avec la Conférence des évêques d'Allemagne. En 2010, il est nommé membre de la Commission concordataire par le nonce apostolique en Pologne.
Le 1er juillet 2005, le pape Benoît XVI le nomme membre de la Congrégation pour l'évangélisation des peuples.
Le 31 mai 2023, le pape François accepte sa démission pour raison d'âge.

## Succession apostolique
Wiktor Skworc a ordonné les évêques suivants :
- Archevêque Stanisław Budzik (pl) (2004)
- Évêque Wiesław Lechowicz (pl) (2008)
- Évêque Andrzej Jeż (pl) (2009)
- Évêque Marek Szkudło (pl) (2015)
- Évêque Adam Wodarczyk (pl) (2015)
- Évêque Grzegorz Olszowski (pl) (2018)

## Distinctions
Skworc est citoyen honoraire de Ruda Śląska (1998), Stary Sącz (2007), Brzesko (2009) et Tarnów (2011).